# Штандарт Президента Республики Таджикистан
Штандарт Президента Республики Таджикистан (тадж. Ливои Президенти Ҷумҳурии Тоҷикистон) является официальным символом президентской власти в Республике Таджикистан. Установлен Законом Республики Таджикистан № 192 от 28 июля 2006 года «О символах Президента Республики Таджикистан».

## Описание
Штандарт Президента Республики Таджикистан представляет собой прямоугольное полотнище, которое состоит из трёх горизонтально расположенных цветных полос: верхняя полоса красного цвета, равная ей по ширине нижняя полоса зелёного цвета; средняя белая полоса, составляющая полторы ширины одной из цветных полос. Окаймление Штандарта равно 50 мм, расшито золотыми нитями ручной работы и украшено бахромой.
Соотношение ширины к длине Штандарта равно 1:2.
В центре Штандарта изображен «Дирафши Кавиян», который является символом долговечности и преемственности национальной государственности.
В верхней части «Дирафши Кавиян» изображено копьё, символизирующее волю и силу власти для защиты Отечества.
Четырёхсторонняя часть «Дирафши Кавиян» — четыре стороны света, символизирующие добрососедство, дружбу и сотрудничество со странами и народами мира.
Внутри «Дирафши Кавиян» вокруг солнца расположены четыре вьющиеся ветви, символизирующие вечность движения времени, земли и других планет вокруг солнца, и выражают счастье, единство, благополучие и прогресс страны.
В центре «Дирафши Кавиян» изображён Крылатый лев на фоне голубого неба, символизирующий силу, мощь и славу государства. Над изображением Крылатого льва расположены корона и семь звёзд, которые являются основой Государственного герба Республики Таджикистан.
«Дирафши Кавиян» расшивается золотыми нитями ручной работы с двух сторон Штандарта.
Соотношение размеров «Дирафши Кавиян» к Штандарту составляет 3:5. На верхней части древка Штандарта крепится золотая скоба с выгравированными фамилией, именем и отчеством Президента Республики Таджикистан, с указанием его срока конституционных полномочий. Наконечник древка Штандарта имеет форму золотого купола.